# Vincenzo Canelli
Vincenzo Canelli (San Severo, 23 novembre 1946) è un politico italiano.

## Biografia
Alle elezioni politiche del 2001 è eletto deputato con la lista Abolizione scorporo collegata ad Alleanza nazionale. È stato membro, dal 2001 al 2005, della V Commissione bilancio e, dal 2005 al 2006, della III Commissione affari esteri e comunitari.